# タデウシュ・マコフスキ
タデウシュ・マコフスキ（Tadeusz Makowski、1882年1月29日 - 1932年11月1日）は、ポーランド生まれの画家である。1909年以降はフランスで活動した。素朴派を思わせるスタイルで人物画や風景画を描いた。

## 略歴
ポーランド南部のオシフィエンチムで鉄道職員の息子に生まれた。1902年からクラクフのヤギェウォ大学で人文学を学んだ後、1906年からクラクフの美術学校でヤン・スタニスワフスキやユゼフ・メホフェルに学んだ。1908年から1909年に変わるころパリに移り、亡くなるまでパリで暮らした。
パリでは初め、ピエール・ピュヴィス・ド・シャヴァンヌの壁画などに感銘を受け、その後キュビスムの画家として働いた。第一次世界中はブルターニュで過ごし、ポーランド出身の画家、ウラディスラウ・スレヴィンスキー（1856-1918）のもとをしばしば訪れた。
大戦後はキュビスムから離れ、写実的なスタイルに戻り、風景や人物画を「素朴派」の画家たちから影響を受けた独自のスタイルの作品を描いた。
脳出血によりパリで死去し、モンモランシーの墓地に埋葬された。

## 作品

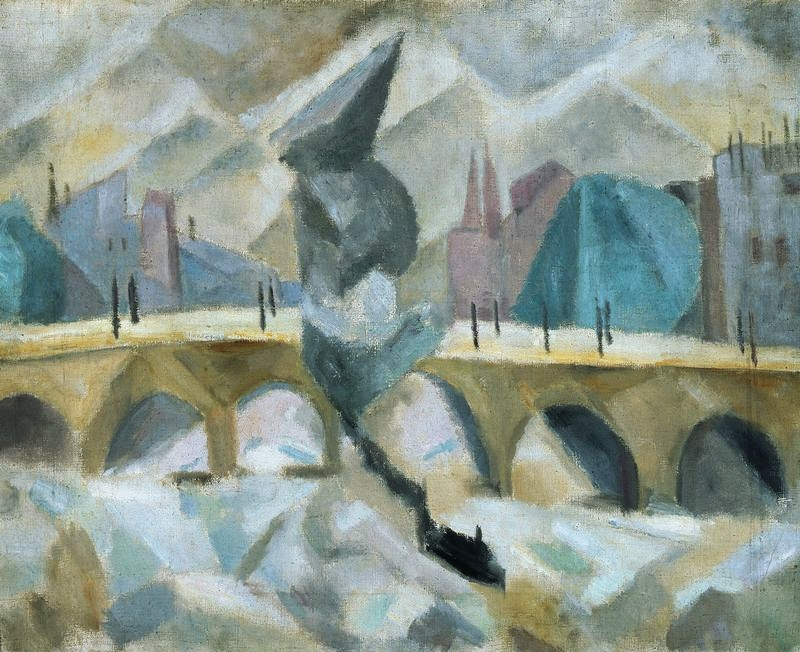
セーヌにかかる橋 (c.1913) ワルシャワ国立美術館
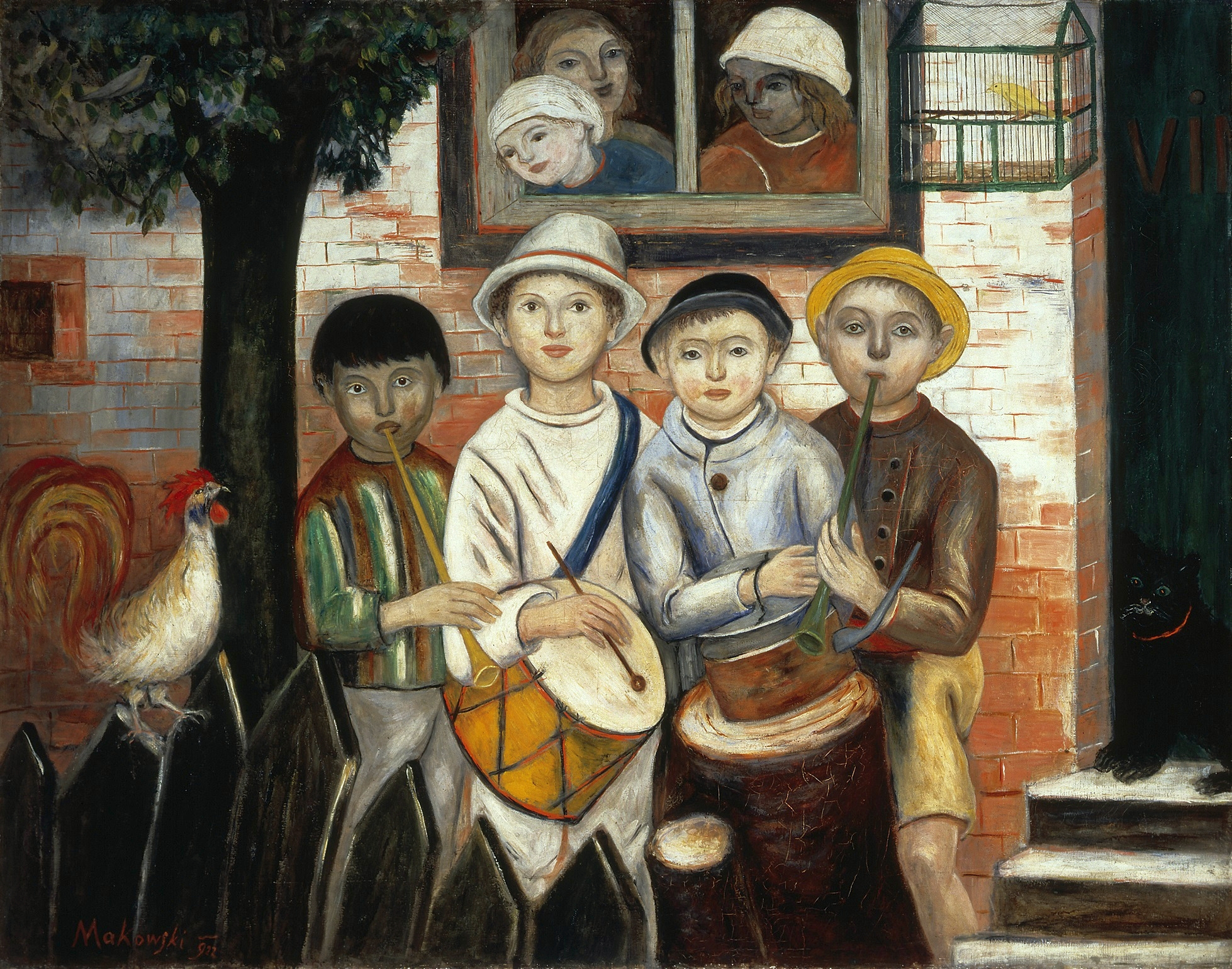
子供たちの楽団 (1922) ワルシャワ国立美術館
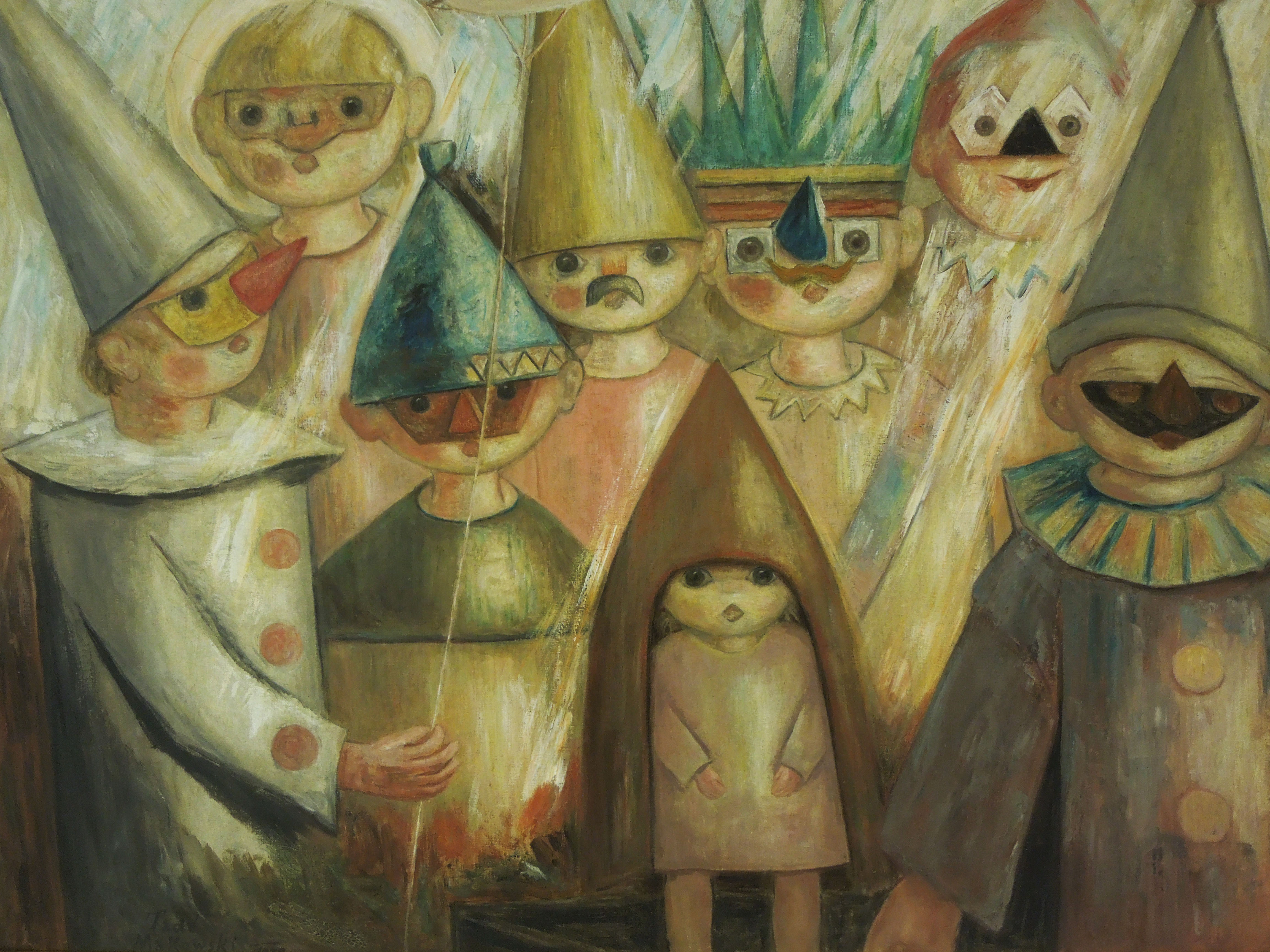
仮面舞踏会 (1928) ポズナン国立美術館
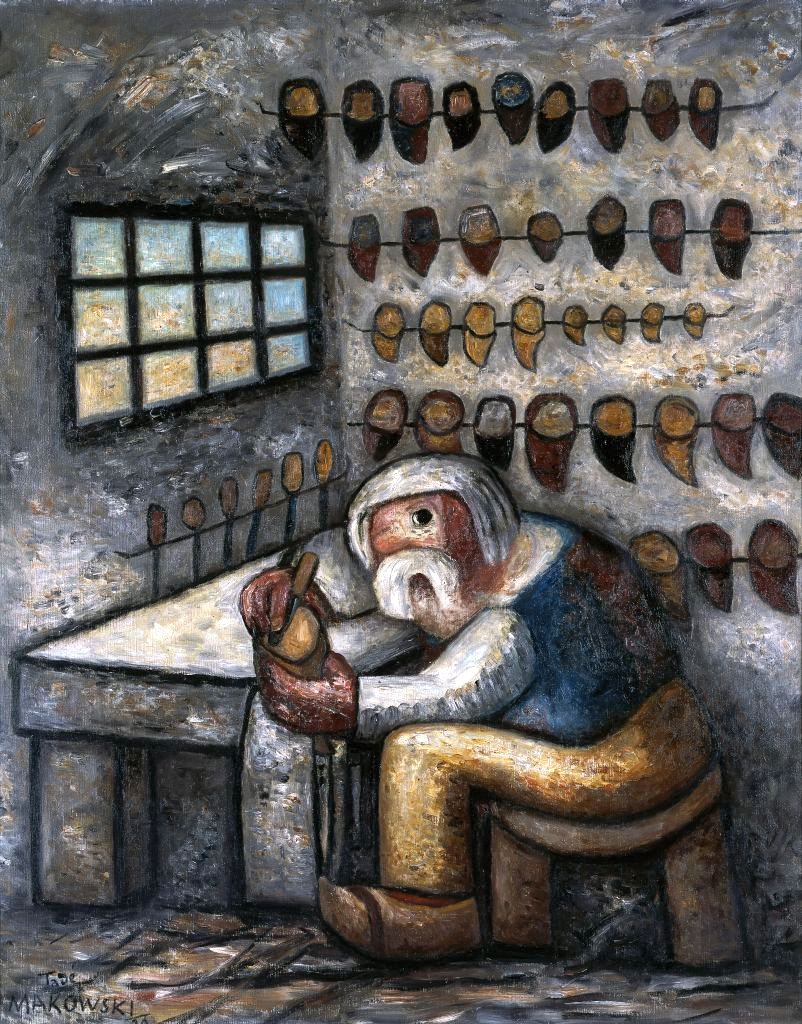
靴屋 (1930) ワルシャワ国立美術館